# Born to Touch Your Feelings: Best of Rock Ballads
Born to Touch Your Feelings: Best of Rock Ballads es un álbum recopilatorio de la banda alemana de hard rock y heavy metal Scorpions, publicado en 2017 por Sony Music. Consiste en diecisiete power ballads escritas entre 1977 y 2017, aunque muchas de ellas están reinterpretadas, remasterizadas o son nuevas versiones. Ideado por Sony, el sello además alentó a los músicos a que escribieran nuevas composiciones para el recopilatorio. Como resultado, «Melrose Avenue» y «Always Be With You» son exclusivas de este lanzamiento. Por su parte, «Follow Your Heart», que había figurado originalmente en el álbum acústico MTV Unplugged - Live in Athens (2013), está versionado en formato eléctrico.
Una vez en el mercado recibió reseñas mixtas a negativas por parte de la prensa especializada, principalmente alemana, pues lo consideró un álbum poco interesante y superfluo. En cuanto a lo comercial, alcanzó posiciones medias a bajas en las principales listas musicales europeas. Para promocionarlo, el 10 de noviembre de 2017 salió como descarga digital un único sencillo, «Follow Your Heart».

## Antecedentes
En 2015 Scorpions publicó Return to Forever, un álbum de estudio que fue el resultado de un proyecto ideado en 2011 llamado Outtakes, que consistía en recuperar canciones inacabadas escritas en la década de los ochenta. El disco alcanzó buenas posiciones en las listas musicales europeas y en menos de un año recibió la certificación de disco de oro en Francia y platino en Rusia. La gira promocional, denominada 50th Anniversary Tour, también sirvió para conmemorar el quincuagésimo aniversario de la banda. Otro proyecto ligado a esta celebración fue la publicación en 2016 de Forever and a Day, un documental coproducido con Deutsche Welle que narra la historia de la agrupación desde su inicio hasta la supuesta gira de despedida Get Your Sting and Blackout World Tour (2010-2014).
El 28 de abril de 2016, antes de comenzar el segundo tramo de espectáculos por los Estados Unidos, la banda anunció la incorporación del baterista Mikkey Dee, en reemplazo de James Kottak. Semanas más tarde, Kottak informó que dejó Scorpions para enfocarse en su tratamiento contra el abuso del alcohol. Con más de 120 presentaciones por varios países, la gira terminó el 2 de diciembre de 2016 en Berlín. Al año siguiente, Sony Music le sugirió a los músicos crear un álbum recopilatorio que compilara sus principales power ballads y, además, los alentó a que escribieran nuevas composiciones enfocadas en ese tipo de canción.

## Composición y grabación
El álbum recopila diecisiete power ballads escritas entre 1977 y 2017, muchas de las cuales son reinterpretaciones, remasterizaciones o nuevas versiones. Tanto «Born to Touch Your Feelings» —que da título al disco— como «When You Came Into My Life» se extrajeron del MTV Unplugged - The Studio Edits, una extensión de estudio del acústico en directo MTV Unplugged - Live in Athens (2013). Además, incluye las regrabaciones de «Still Loving You» y «Wind of Change» —tomadas del compilado Comeblack (2011)—, las versiones remasterizadas hechas en 2015 de «Always Somewhere», «Holiday», «When the Smoke Is Going Down» y «Lady Starlight», y una nueva edición acústica realizada en 2017 de «Send Me an Angel». Adicionalmente cuenta con «Lonely Nights», de Face the Heat (1993), «The Best Is Yet to Come», de Sting in the Tail (2010), la versión radial de «Eye of the Storm», la edición sencillo de «House of Cards» y «Gypsy Life», estas tres últimas de Return to Forever (2015).
«Follow Your Heart» la escribió el vocalista Klaus Meine originalmente para el MTV Unplugged - Live in Athens, la cual interpretó en vivo únicamente con una guitarra electroacústica, sin los demás músicos en el escenario. El guitarrista Matthias Jabs compuso la música y coescribió junto con Meine la letra de «Melrose Avenue», la cual trata sobre la vida en California y cuyo título se tomó de la avenida del mismo nombre. Por su parte, Rudolf Schenker compuso la música «Always Be With You», mientras que la letra la creó Meine en compañía con los productores Mikael Andersson y Martin Hansen. Esta relata una declaración de amor y fue concebida por Schenker después del nacimiento de su hijo mejor. Estas tres nuevas canciones fueron producidas, registradas y mezcladas por Andersson y Hansen, entre agosto y septiembre de 2017.

## Lanzamiento, promoción y portada
Born to Touch Your Feelings: Best of Rock Ballads salió a la venta el 24 de noviembre de 2017 a través de Sony Music, en los formatos disco compacto, doble disco de vinilo gatefold, descarga digital y estuvo disponible vía streaming. Para difundir el álbum, el 10 de noviembre se publicó como descarga el único sencillo, «Follow Your Heart». Cinco días después, se subió a YouTube un videoclip con la letra.
La portada es una fotografía tomada por la artista alemana Ellen von Unwerth, que consiste en una imagen en blanco y negro dos mujeres con antifaz mirando hacia el horizonte. De acuerdo con la propia banda, esta posee la misma calidad que las realizadas por Gottfried Helnwein en Blackout (1982) y Helmut Newton en Love at First Sting (1984).

## Recepción

### Crítica especializada
Born to Touch Your Feelings: Best of Rock Ballads recibió reseñas mixtas a negativas por parte de la prensa especializada principalmente alemana. Malcolm Dome, de Classic Rock, escribió que este disco es la prueba de que «nadie crea una power ballad como los Scorpions». A pesar de que opinó que un álbum lleno de baladas carece de variedad, comentó que eso no debería disuadir a nadie de hacerse con él, «¡porque te hará sonreír!». Guillaume Gaguet, del sitio francés Force Parallèles, comentó que la elección de las canciones, muchas de ellas versionadas, no lo hacían interesante. Salvo por «Follow Your Heart» y «Always Be With You», es el típico tipo de recopilación que todos pueden hacer tranquilamente en casa, eso sí, estaba destinado a enriquecer la colección de los interesados en la banda. Christopher Sennfelder, del sitio alemán Plattentests.de, opinó que «Follow Your Heart» es agradable, pero sin sentido, «Melrose Avenue» cuenta con una producción plana, mientras que «Always Be With You» es la canción nueva más fuerte del recopilatorio. En general, Sennfelder señaló que Born to Touch Your Feelings... es un disco superfluo y que era preferible mejor invertir en otros álbumes de esta índole, como Best of Rockers 'n' Ballads de 1989. Otros sitios alemanes expresaron que es un producto destinado a sus fanáticos, pues no tiene nada interesante; de hecho, sobre las canciones nuevas Musik an Sich comentó que eran poco atractivas, mientras que Powermetal.de consideró que era una mala jugada.

### Comercial
Una vez en el mercado, el álbum consiguió posiciones medias a bajas principalmente en las listas musicales europeas. En Alemania, en la semana del 1 de diciembre de 2017 debutó en el puesto 42 en el Media Control Charts y estuvo por solo tres semanas en el recuento. En Francia llegó hasta la casilla 100 en el French Albums Chart. Hasta el 2018, la empresa francesa InfoDisc estimó sus ventas en 4300 unidades, sin tener en cuenta el streaming. Por su parte, en Portugal debutó en la posición 23 en el AFP Charts y, al principio, estuvo un total de tres semanas consecutivas en la lista. Más tarde, en la tercera semana de 2018, reingresó en el puesto 49.
En los demás países europeos, Born to Touch Your Feelings: Best of Rock Ballads obtuvo las casillas 22 en el Rock & Metal Albums Chart de Reino Unido, 43 en el Top 100 Álbumes de España, 48 en el Schweizer Hitparade de Suiza, 49 en el CZ Albums - Top 100 de República Checa, 54 en el Ultratop 200 Albums y 56 en el Ultratop (región Valona), ambos de Bélgica.

## Lista de canciones
| N.º | Título                                                                            | Escritor(es)                            | Duración |  |
| 1.  | «Born to Touch Your Feelings» (versión estudio de MTV Unplugged - Live in Athens) | Schenker, Meine                         | 4:02     |  |
| 2.  | «Still Loving You» (versión de Comeblack)                                         | Schenker, Meine                         | 6:43     |  |
| 3.  | «Wind of Change» (versión de Comeblack)                                           | Meine                                   | 5:08     |  |
| 4.  | «Always Somewhere» (versión remasterizada de 2015)                                | Schenker, Meine                         | 4:54     |  |
| 5.  | «Send Me an Angel» (versión acústica de 2017)                                     | Schenker, Meine                         | 4:19     |  |
| 6.  | «Holiday» (versión remasterizada de 2015)                                         | Schenker, Meine                         | 6:31     |  |
| 7.  | «Eye of the Storm» (versión sencillo)                                             | Meine, Andersson, Hansen                | 3:22     |  |
| 8.  | «When the Smoke Is Going Down» (versión remasterizada de 2015)                    | Schenker, Meine                         | 3:51     |  |
| 9.  | «Lonely Nights»                                                                   | Schenker, Meine                         | 4:49     |  |
| 10. | «Gypsy Life»                                                                      | Schenker, Meine                         | 4:52     |  |
| 11. | «House of Cards» (versión sencillo)                                               | Schenker, Meine                         | 4:28     |  |
| 12. | «The Best Is Yet to Come»                                                         | Schenker, Bazilian, Thomander, Wikström | 4:32     |  |
| 13. | «When You Came Into My Life» (versión estudio de MTV Unplugged - Live in Athens)  | Schenker, Meine, Sundah, Titiek Puspa   | 3:32     |  |
| 14. | «Lady Starlight» (versión remasterizada de 2015)                                  | Schenker, Meine                         | 6:16     |  |
| 15. | «Follow Your Heart» (versión de estudio)                                          | Meine                                   | 4:05     |  |
| 16. | «Melrose Avenue» (nueva canción)                                                  | Meine, Jabs                             | 3:32     |  |
| 17. | «Always Be with You» (nueva canción)                                              | Schenker, Andersson, Hansen             | 3:29     |  |

- Fuente:Página web oficial de Scorpions.[14]

## Posicionamiento en listas musicales
| País            | Lista (2017)              | Posición |
| --------------- | ------------------------- | -------- |
| Alemania        | Media Control Charts      | 42       |
| Bélgica         | Ultratop 200 Albums       | 54       |
| Bélgica         | Ultratop (Valona)         | 56       |
| España          | Top 100 Álbumes           | 43       |
| Francia         | French Albums Chart       | 100      |
| Portugal        | AFP Charts                | 23       |
| Reino Unido     | Rock & Metal Albums Chart | 22       |
| República Checa | CZ Albums - Top 100       | 49       |
| Suiza           | Schweizer Hitparade       | 48       |
| País            | Lista (2019)              | Posición |
| España          | Top 100 Álbumes           | 100      |

## Créditos
| - Klaus Meine: voz y coros - Rudolf Schenker: guitarra rítmica, guitarra líder y coros - Matthias Jabs: guitarra rítmica, guitarra líder y guitarra acústica - Paweł Mąciwoda: bajo - Mikkey Dee: batería | - Mikael Andersson y Martin Hansen: producción, mezcla y grabación - Classe Persson: masterización - Mat Lindorfs: masterización de «Born to Touch Your Feelings», «When You Came Into My Life» y «Gypsy Life» - Ryan Smith: masterización de «Still Loving You» y «Wind of Change» - MM Sound: masterización de «Eye of the Storm» - Ellen von Unwerth: fotografía - Moritz «Mumpi» Künster: fotografías adicionales - Stefan Klein: diseño adicional |

- Fuente: Folleto de notas de Born to Touch Your Feelings: Best of Rock Ballads.[16]